# くろねこルーシー
『くろねこルーシー』は、永森裕二企画、正来賢考・汐野翔原案、倉木佐斗志・十月サクヒ著による小説。および、それを原作としたテレビドラマ、2012年秋に公開された劇場版映画作品。

## 概要
日本で初めて黒猫をメインキャストにした動物実写ドラマ。2011年10月 - 12月まで放送されていた『マメシバ一郎』に次ぐ、東名阪ネット6制作の動物ドラマシリーズの一つである。テレビドラマは、共同制作局では2012年1月 - 3月に放送した。
製作協力のアミューズメントメディア総合学院からは、ノベルス学科の学生がノベライズ本を執筆し、脚本の制作にも同学科の学生が参加するなど、全ての学科から学生が参加している作品である。

## 登場人物

### 主要人物
鴨志田 陽
演 - 山本耕史（幼少期：村山謙太）
自称、「日本一黒猫に目の前を横切られる男」。会社をリストラされ、新たに浄水器の訪問セールスの仕事を始めたが、その直後に母親が入院してしまう。母からは2匹の黒の子猫の世話を押し付けられ、その子猫の世話のために会社を休みがちになってしまい、結局クビになってしまう。元は一人暮らしだったが、子猫の世話のため、実家に戻る。今日もまた、子猫の世話、美紀の相手、母親の見舞い、仕事探しにハローワーク通い、時には病院に子猫を連れてゆき…と、忙しい毎日。家では黒猫ばかりにかまけていた父のことは大嫌いだったが、そんな父を時々思い出してしまうことがある。父繋がりで占いや黒猫も大嫌いだったが、ルーとシーは世話をしているうちに、そうでもなくなってきた。結局仕事は見つからないまま、父が遺してくれた遺産を元手に、占い学校に通い始めるようになる。
佐山 美紀
演 - 京野ことみ
陽の彼女で、陽とは半同棲中。陽とは違い、占いが大好き。花屋に勤めている。実は幼い頃に、陽の父・賢に占ってもらったこともある。極端な猫アレルギーで、当初は陽の家では鼻水とくしゃみが止まらなかったが、慣れてきたのか、鼻水やくしゃみが出ないことも。仕事の見つからない陽に不安を抱く。その後陽にプロポーズされ結婚、男女の双子を出産する。

### 鴨志田家
鴨志田 賢
演 - 塚地武雅（ドランクドラゴン）
陽の父。テレビドラマでは既に他界しており、陽の回想の中で、幼い頃の陽と一緒に登場するのみ。生前は占い師を生業としており、『黒猫占い師』として巷ではちょっとした有名人だった。大の猫好きで、家では家族より猫と過ごすことが多かった。しかし一方で陽の事もきちんと気にかけていた事が、物語中盤以降判明する。
鴨志田 幸子
演 - 鷲尾真知子
陽の母。夫が飼っていた2匹の黒猫、ルーとシー（陽が飼っている黒猫たちとは別）は夫の7周忌を前にして2匹とも亡くなったが、夫のよりも黒猫たちの遺影の方を大きく扱うほどの猫好き。入院していたが、入院中も元気そのものであった。『占い師の妻』や『占い師の息子を持つ母』といったテーマで本を出版する著作家でもある。

### 占いスクール
北別府 かおり
演 - 水崎綾女
陽が通う占いスクールの生徒。思ったこと・占いに出たことは良いことも悪いことも包み隠さず言うため、占った人を怒らすこともしばしば。
君塚 タエ
演 - 渡辺真起子
陽が通う占いスクールの代表。関西弁で話しており、喋り方がキツい。黒猫占いの賢のことも知っていたが、「あんなのは占いではない」と毛嫌いしていた。

### その他
鈴木 隆明
演 - 工藤俊作
ハローワーク職員。常に冷静に、陽に対して厳しくアドバイスする。実は猫好き。
白藤 紅葉
演 - 遼河はるひ
陽がよく連れて行く動物病院の獣医。
清原 ゆり江
演 - 川上麻衣子
陽のご近所さん。猫を飼っている。
佐藤 純導
演 - 小宮孝泰（コント赤信号）
街中で、これまた『黒猫占い』を掲げている占い師。とはいえ黒猫以外にもソース占いなど、色々な占いをやっている。元は賢の弟子であったが、破門された。陽の事は幼い頃から知っており、今では陽のことは「ジュニア」と呼んでいる。
井岡 辰巳
演 - 相島一之
サラリーマンだったが、リストラされてしまう。
ルー・シー
2匹の黒猫。オーディションを勝ち抜いた生後50日の子猫。

## テレビドラマ

### ストーリー
鴨志田陽、自称「日本一黒猫に目の前を横切られる男」。黒猫が大の苦手で、彼らが自分の前を横切ると必ず不吉な事が起こった。
「ルー」、「シー」と名付けられた2匹の黒猫を使った『黒猫占い』でちょっとした有名人だった父・賢は、家では家族より黒猫にかまってばかり。そんな父に馴染めず家を飛び出した陽にとって、黒猫はまさに天敵だった。父は6年前に他界したが、そんな父の7回忌の日、ルーとシーが同じ日に亡くなる。法要の後片付けをしていた陽は見た事のない2匹の黒色の子猫に出会う。
なんと、その子猫たちは2代目のルーとシーだった。母親が入院してしまったため、母親から無理矢理、大嫌いだった黒猫の世話を押し付けられる陽。しかし、ルーとシーの世話をしていくうちに、何となく父の事を思い出しながら、次第に考えを改めていく。そして、自らも父と同じ道を歩む事になる。

### スタッフ
- 製作総指揮 - 吉田尚剛
- 企画 - 永森裕二
- 監督 - 亀井亨、野尻克己
- 脚本 - 川上亮、亀井亨、野尻克己、中田悠仁、長島法透、倉木佐斗志
- 原案協力 - 正来賢考、汐野翔
- プロデューサー - 飯塚達介、森角威之
- ラインプロデューサー - 岩城一平
- 音楽 - 野中“まさ”雄一
- 撮影 - 中尾正人
- 照明 - 福田裕佐
- 美術 - 須坂文昭
- 録音 - 甲斐田哲也
- 助監督 - 金子直樹
- 協力 - アミューズメントメディア総合学院、AMG出版工房、ZOO動物プロ、ヘッドオフ、馬車馬企画、Trinity Works、天然工房
- 制作 - 「くろねこルーシー」製作委員会（アミューズメントメディア総合学院、テレビ神奈川、千葉テレビ放送、テレビ埼玉、三重テレビ放送、京都放送、サンテレビジョン、札幌テレビ放送、TVQ九州放送、岐阜放送、NTTぷらら、竹書房）

### 主題歌
- オープニング：富樫美鈴「ハテ・サテ・ミライ」
- エンディング：村井理沙子「LUCY」

### 放送日程
| 各話   | サブタイトル                                     |
| ------ | ------------------------------------------------ |
| 第1話  | 先人は言う。黒猫が横切るとなんたら……             |
| 第2話  | 先人は言う。下駄の鼻緒が切れたらなんたら……       |
| 第3話  | 先人は言う。流れ星を見たら三回願い事をなんたら…… |
| 第4話  | 先人は言う。食べてすぐに寝ると牛になんたら……     |
| 第5話  | 先人は言う。夜に口笛を吹くとなんたら……           |
| 第6話  | 先人は言う。猫が顔を洗うとなんたら……             |
| 第7話  | 先人は言う。下の歯は屋根へ、上の歯はなんたら……   |
| 第8話  | 先人は言う。クシャミをすると自分の噂をなんたら…… |
| 第9話  | 先人は言う。雷が鳴ったらへそをなんたら……         |
| 第10話 | 先人は言う。雛壇を片づけないとなんたら……         |
| 第11話 | 先人は言う。夜に爪を切ると親のなんたら……         |
| 最終話 | 先人は言う。茶柱が立つとなんたら……               |

### ネット局
前番組「マメシバ一郎」同様、東名阪ネット6各局（tvk、チバテレビ、テレ玉、三重テレビ、KBS京都、サンテレビ）および札幌テレビ、TVQ九州放送、岐阜放送が製作委員会に参加した。「マメシバ一郎」で製作委員会に参加していたとちぎテレビは今回は入っておらず、放送予定もない。
| 放送地域       | 放送局         | 放送期間                  | 放送日時                  | 系列           | 備考          |
| 東名阪ネット6  | 東名阪ネット6  | 東名阪ネット6             | 東名阪ネット6             | 東名阪ネット6  | 東名阪ネット6 |
| -------------- | -------------- | ------------------------- | ------------------------- | -------------- | ------------- |
| 神奈川県       | tvk            | 2012年1月5日 - 3月22日    | 木曜 21:00 - 21:30        | 独立局         |               |
| 埼玉県         | テレ玉         | 2012年1月6日 - 3月23日    | 金曜 21:00 - 21:30        | 独立局         |               |
| 兵庫県         | サンテレビ     | 2012年1月8日 - 3月25日    | 日曜 22:00 - 22:30        | 独立局         |               |
| 京都府         | KBS京都        | 2012年1月8日 - 3月25日    | 日曜 23:00 - 23:30        | 独立局         |               |
| 三重県         | 三重テレビ     | 2012年1月9日 - 3月26日    | 月曜 19:55 - 20:25        | 独立局         |               |
| 千葉県         | 千葉テレビ     | 2012年1月10日 - 3月27日   | 火曜 22:00 - 22:30        | 独立局         |               |
| その他放送局   |                |                           |                           |                |               |
| 北海道         | 札幌テレビ     | 2012年1月6日 - 3月23日    | 金曜 10;25 - 10:55        | 日本テレビ系列 |               |
| 岐阜県         | 岐阜放送       | 2012年1月7日 - 3月24日    | 土曜 11:30 - 12:00        | 独立局         |               |
| 日本全域       | ひかりTV       | 2012年1月8日 -            | 日曜 11:00 - 11:30        | ネット配信     |               |
| 福岡県         | TVQ九州放送    | 2012年1月10日 - 4月3日    | 火曜 26:58 - 27:28        | テレビ東京系列 |               |
| 鹿児島県       | 南日本放送     | 2012年3月14日 - 5月30日   | 水曜 24:40 - 25:20        | TBS系列        |               |
| 福島県         | 福島中央テレビ | 2012年4月2日 - 7月2日     | 月曜 10:55 - 11:25        | 日本テレビ系列 |               |
| 大分県         | 大分放送       | 2012年12月18日 - 12月26日 | 火曜 - 金曜 14:55 - 15:55 | TBS系列        | 2話連続放送   |
| 宮城県         | 仙台放送       | 2012年10月8日 - 10月24日  | 月曜 - 金曜 深夜          | フジテレビ系列 |               |
| 岡山県・香川県 | 山陽放送       | 2013年1月11日 - 2月15日   | 金曜 9:55 - 10:55         | TBS系列        | 2話連続放送   |

### VOD配信
| 配信元 | 開始時期  | 備考           |
| ------ | --------- | -------------- |
| U-NEXT | 2020年5月 | 有料見放題配信 |

## 映画
2012年10月6日公開の『幼獣マメシバ』『ねこタクシー』の一連のテレビドラマ連動シリーズのハートフル映画。サンディエゴ映画祭、世界国際映画祭、マサチューセッツ・インデペンデント映画祭、ジパングフェスト正式招待作品。当初は2012年夏公開とされていたが、後に2012年10月6日に公開予定と発表された。
映画はテレビドラマより30年前の時代設定となっており、テレビドラマでは既に故人となっている陽の父・賢が主人公である。賢が若い頃の苦労が語られる。陽役の山本耕史・美紀役の京野ことみも「特別出演」という形で出演する。
キャッチコピーは「きっと大丈夫。猫もそう言ってます」。

### キャスト（映画）
- 鴨志田賢 - 塚地武雅
- 鴨志田幸子 - 安めぐみ
- 里中渚 - 大政絢
- ガリンシャ - 濱田マリ
- 似顔絵師 - サコイ
- 峯村リエ
- つみきみほ
- 村山謙太
- 直江喜一
- 住田隆
- 鴨志田陽 - 山本耕史（特別出演）
- 鴨志田美紀 - 京野ことみ（特別出演）
- 新藤三郎太 - 佐戸井けん太
- 鮫島修一 - 生瀬勝久
- 母猫ルーシー - ジャック
- 子猫ルーとシー - スモークとモア

### スタッフ（映画）
- 監督 - 亀井亨
- 企画・脚本 - 永森裕二
- 製作総指揮 - 吉田尚剛
- プロデューサー - 飯塚達介、森角威之
- 撮影 - 中尾正人
- 美術 - 須坂文昭
- 劇中似顔絵制作・似顔絵師役監修 - モリナオヤ
- 音楽 - 野中“まさ”雄一
- 録音 - 甲斐田哲也
- 音響効果 - 丹愛
- 衣裳デザイン - 永井伸子
- ヘアメイク - 清水ちえこ、渡辺順子
- ライン・プロデューサー - 岩城一平
- アシスタントプロデューサー - 田口梓
- 制作担当 - 角田隆
- 助監督 - 金子直樹
- 製作会社 - くろねこルーシー制作委員会
- 配給 - AMGエンタテインメント

### 主題歌（映画）
- 平松愛理「花と太陽」

## 黒ねこルーシー
実写ドラマのスピンオフ企画として放送された1分間のショートアニメ。テレビ神奈川や、ひかりTVなどのCM枠で2012年2月から3月まで放送された。

### スタッフ（アニメ）
- キャラクターデザイン - 神内みさと
- 監督 - 富永美也子
- 制作 - プロダクション リード
- 製作 - アミューズメントメディア総合学院、プロダクション リード

## 原作小説・漫画
原作小説は、上巻・下巻の全2巻。上巻を倉木佐斗志が、下巻を十月サクヒが執筆。2012年1月26日に竹書房から発売。文庫判・カラーグラビア付き。
漫画は、永森裕二原作、たかうま創作画で、電子書籍である角川コンテンツゲート「BOOK☆WALKER」より配信中の「ねこマンガ缶」の収録作品としてvol.2より連載開始。テレビドラマとは異なり、陽は売れない占い師をしており、妻子とは別居中、という設定である。